# Dreadstar
Dreadstar est un personnage de bande dessinée créé par Jim Starlin en 1982. L'essentiel de son histoire est racontée dans le comics homonyme qui fut le premier publié par Marvel Comics dans sa collection Epic Comics. L'histoire est centrée sur Vanth Dreadstar, seul survivant de la voie lactée, et son équipage cherchant à mettre fin à la guerre entre deux empires galactiques : The Church of The Instrumentality, dirigée par le seigneur Papal et la monarchie.
Le comic book a connu un rythme de publication bimestriel le plus souvent. Epic publie 26 numéros avant que First Comics reprenne le flambeau pour 38 épisodes. Les 41 premiers numéros sont bimestriels, les 9 suivant sont mensuels avant que le titre retrouve son rythme premier. Au début des années 1990, une minisérie est publiée par Malibu Comics dans sa collection Bravura. En avril 2020, Jim Starlin annonce un projet de financement participatif pour un roman graphique avec Dreadstar intitulé Dreadstar Returns.

## Historique
Vanth Dreadstar apparaît pour la première fois dans L'Odyssée de la métamorphe dans le troisième numéro d'Epic Illustrated. Dans cette histoire, il aide involontairement un extraterrestre nommé Akhnaton à détruire la voie lactée pour arrêter l'extension de l'empire Zygotéen.
Dreadstar revient dans un roman graphique homonyme. L'histoire est liée à celle publiée par Eclipse Comics et nommée The Price dont le personnage principal est le magicien Syzygy Darklock. Les deux personnages se rencontrent à la fin de chacun de ces romans graphiques. Ils reviennent dans une courte histoire publiée dans Epic Illustrated 15, qui prépare le premier épisode de la série de comics.
Après le 27e épisode, la série est reprise chez First Comics. Starlin la délaisse au numéro 40 et il est remplacé par Peter David qui reste jusqu'au dernier épisode.